# 榊原章二
榊原章二（さかきばら しょうじ、1926年（大正15年）1月2日 - 2008年（平成20年）4月28日）は、日本の囲碁棋士。愛知県豊橋市出身、村島誼紀名誉九段門下、日本棋院所属、九段。首相杯争奪高段者トーナメント優勝など。

## 経歴
1936年福田正義に入門、1937年村島誼紀に入門。1944年入段。1946年、青年棋士の研究機関「敲玉会」に参加、大手合後期第二部優勝、三段。1955年五段。1956年大手合第一部優勝、六段。1961年首相杯戦準優勝。1963年首相杯戦優勝。1964年第4期旧名人リーグ入り、首相杯戦準優勝。1965年第21期本因坊リーグ入り。1972年九段。1973年28期、1975年30期本因坊リーグ入り。
1975年、オーストリア、ソ連へ囲碁指導。1998年大倉喜七郎賞受賞。1999年4月引退。
門下に片岡聡、土井誠、大垣雄作、小山竜吾。

## 著書
- 『秀哉 日本囲碁大系 第18巻』（解説） 1977年
- 『現代囲碁大系〈第29巻〉曲励起・加納嘉徳・榊原章二・加田克司』 1981年
- 『碁敵に勝つ秘訣〈8〉初段の壁を破る法 (日本棋院ライブラリー)』 2001年